# Multiple-image Network Graphics
Multiple-image Network Graphics （MNG、ミングと発音）はコンピュータ上で動画を扱うためのファイルフォーマットの一つ。GIF（特にアニメーションGIF）の代替フォーマットとして開発されたが、GIFのサブマリン特許問題が発生した際に起きたGIFからPNGへの移行ほどの動きは起きておらず正式運用している実例はごく僅かである。
PNGがアニメーションできないことが開発のきっかけとなった。MNGはPNGのスーパーセットであり、PNGの特徴を色濃く引き継いでいる。最も単純なMNGは、拡張子.pngを.mngに変更しただけのものである。また、MNGにはJPEGを含めたJNGフォーマットも存在し、アニメーション時にはPNGやJPEGを素材として使うことが可能である。
日本では、ソフトバンクモバイルが提供するYahoo!ケータイ対応携帯電話にて、ブラウザ上及びJavaアプリケーション（S!アプリ）上での再生に対応している端末が多い。また、地上デジタル放送のコンテンツに使用されているBML(Broadcast Markup Language)では、GIFの特許がらみを避けるため、アニメーション可能なイメージとしてMNGが採用された。
ウェブブラウザではMozilla Application Suiteがサポートしていたが、複雑な仕様によりデコーダモジュールのサイズが肥大化することが問題視され、長い議論を経て2003年にMNGのサポートを廃止。代替として仕様が簡潔で実装しやすいAPNGを開発し、それを採用した。のちに年月をかけて、各主要ブラウザは、MNGではなく、このAPNGを採用した。